# Svensk luta

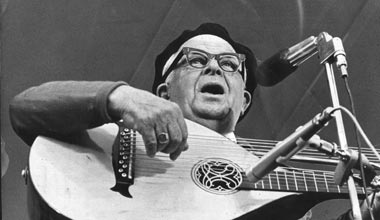
Evert Taube med en svensk luta tillverkad av Levin, foto från 1966.

Den svenska lutan är en luta som först utvecklades ur cistern av instrumentbyggaren Mathias Petter Kraft under 1700-talets andra hälft. Instrumentet har en teorberad hals med flera friliggande bassträngar.
Den moderna svenska lutan har oftast 6 strängar över greppbrädan samt 4 eller fler fria basar.